# Высокая Грива (Морозовичский сельсовет)
Высокая Грива (бел. Высокая Грыва) — посёлок в Морозовичском сельсовете Буда-Кошелёвского района Гомельской области Белоруссии.

## География

### Расположение
В 3 км на юг от районного центра и железнодорожной станции Буда-Кошелёвская (на линии Жлобин — Гомель), 47 км от Гомеля.

## Транспортная сеть
Транспортные связи по просёлочной, затем автомобильной дороге Буда-Кошелёво — Гомель.
Планировка состоит из короткой прямолинейной улицы, ориентированной с юго-востока на северо-запад и застроенной деревянными домами усадебного типа.

## История
Основан в 1920-х годах переселенцами с соседних деревень на бывших помещичьих землях. В 1931 году жители посёлка вступили в колхоз. Во время Великой Отечественной войны погибли 18 жителей посёлка. В 1959 году в составе совхоза «Морозовичи» (центр — деревня Морозовичи).

## Население

### Численность
- 2004 год — 13 хозяйств, 26 жителей.

### Динамика
- 1959 год — 61 житель (согласно переписи).
- 2004 год — 13 хозяйств, 26 жителей.